# 최상위 포식자
최상위 포식자(영어: Apex predator, alpha predator, super predator), 또는 정점 포식자(top-predator, top-level predators)는 먹이 사슬에서 가장 꼭대기에 위치한 포식자이다. 동물학에서는 포식을 다른 생물체를 죽이고 먹는 것을 의미한다. 일반적으로 기생과 대부분의 세균은 제외한다. 이러한 맥락에서, 최상위 포식자는 보통 영양동태론(trophic dynamics)에서 정의된다. 최상위 포식자는 가장 높은 영양 단계에 있고, 생태계에서 중요한 역할을 한다. 한 연구에서는, 먹이망에서 4단계 이상의 정점을 최상위 포식자로 정의한다. 일반적으로, 최상위 포식자는 야생동물 관리와 보존, 생태관광에 이용된다.

먹이 사슬이 지상에서 훨씬 단축되어 먹이 사슬의 정점이 제한되어 나타난다. 대표적인 최상위 포식자는 대형 고양이과(big cat), 악어, 하이에나, 늑대, 맹금류, 큰 물새, 범고래 또는 대형 뱀이 속한다. 과거의 최상위 포식자로는 아노말로카리스, 카르노사우루스과, 티라노사우루스과, 대형 아즈다르키드 익룡, 공포새 등이 있다. 최상위 포식자는 상위 육식동물(hypercarnivore)이 존재하지 않는다. 예를 들어, 회색곰과 인간은 각각 최상위 포식자이자 잡식동물로 늑대도 잡아먹는다.

## 생태적 역할
최상위 포식자는 종의 개체수에 영향을 미친다. 두 경쟁종이 생태적으로 불안정한 관계에 있을 경우, 최상위 포식자는 둘다 먹이로 삼으며 안정성을 추구하는 경향이 있다. 두 포식자의 관계는 점점 최상위 포식자의 영향을 받게 된다. 예를 들어, 외래산 물고기 경우에는 이전의 지배적인 포식 관계를 뒤흔드는 것으로 알려져 있다. 하나의 호수 생태 조작 연구에서, 외래산 물고기 작은입우럭을 제거하고 나서 억압되었던 최상위 포식자 호수 송어는 먹이 선택을 다양화하고 영양 단계가 증가되었다.
생태학에서, 행성 등의 넓은 생태계 특성이 미치는 영향은 논란이 되었으나, 최상위 포식자들은 북극여우가 북극의 섬에서 나와서 초원이나 툰드라에서 해조를 포식하는 것처럼 큰 영향의 증거도 나오고 있다. 낮은 생태계 수준에서 나오는 이러한 폭넓은 효과를 영양 종속(trophic cascade)이라고 한다. 종종 인위적인 최상위 포식자의 제거는 근본적으로 영양 절벽이 생길 수 있다.
최상위 포식자가 생태학에 영양을 미치는 예는 옐로스톤 국립공원이 있다. 1995년 늑대의 재정착 이후 연구팀은 옐로스톤 광역 생태계(Greater Yellowstone Ecosystem)의 급격한 변화를 관찰했다. 늑대의 주요 먹이인 와피티사슴이 줄어든 후 행동 반경이 바뀌며 완충지역까지 자유롭게 방목되었다. 사시나무의 번식 허용과 미루나무의 성장 이후, 비버, 무스 등 다른 종이 번식하기 시작했다. 먹이가 종에 대해 미치는 영향은 늑대의 존재는 회색곰에게 영향을 미쳐 취약종이 된 것이다. 곰은 겨울잠에서 깨어난 이후 몇 달 동안 먹이가 부족해진 이후 늑대를 죽이기로 하였다. 또한, 곰은 겨울잠을 자기 전 가을에 늑대를 먹이로 삼으며 준비했다. 대형 식품 공급으로 어미 영양이 개선되어 회색곰이 동면하는 동안의 출산으로 곰의 개체수가 증가했다. 독수리, 까마귀, 까치, 코요테, 아메리카흑곰 등 다른 수십 종은 늑대의 죽은 고기를 먹게 되었다. 키스톤 종에서 최상위 포식자의 정의는 동물학자 로버트 T. 페인(Robert T. Paine)이 불가사리와 캘리포니아홍합의 관계를 설명하기 위해 만들어졌다.

## 갤러리

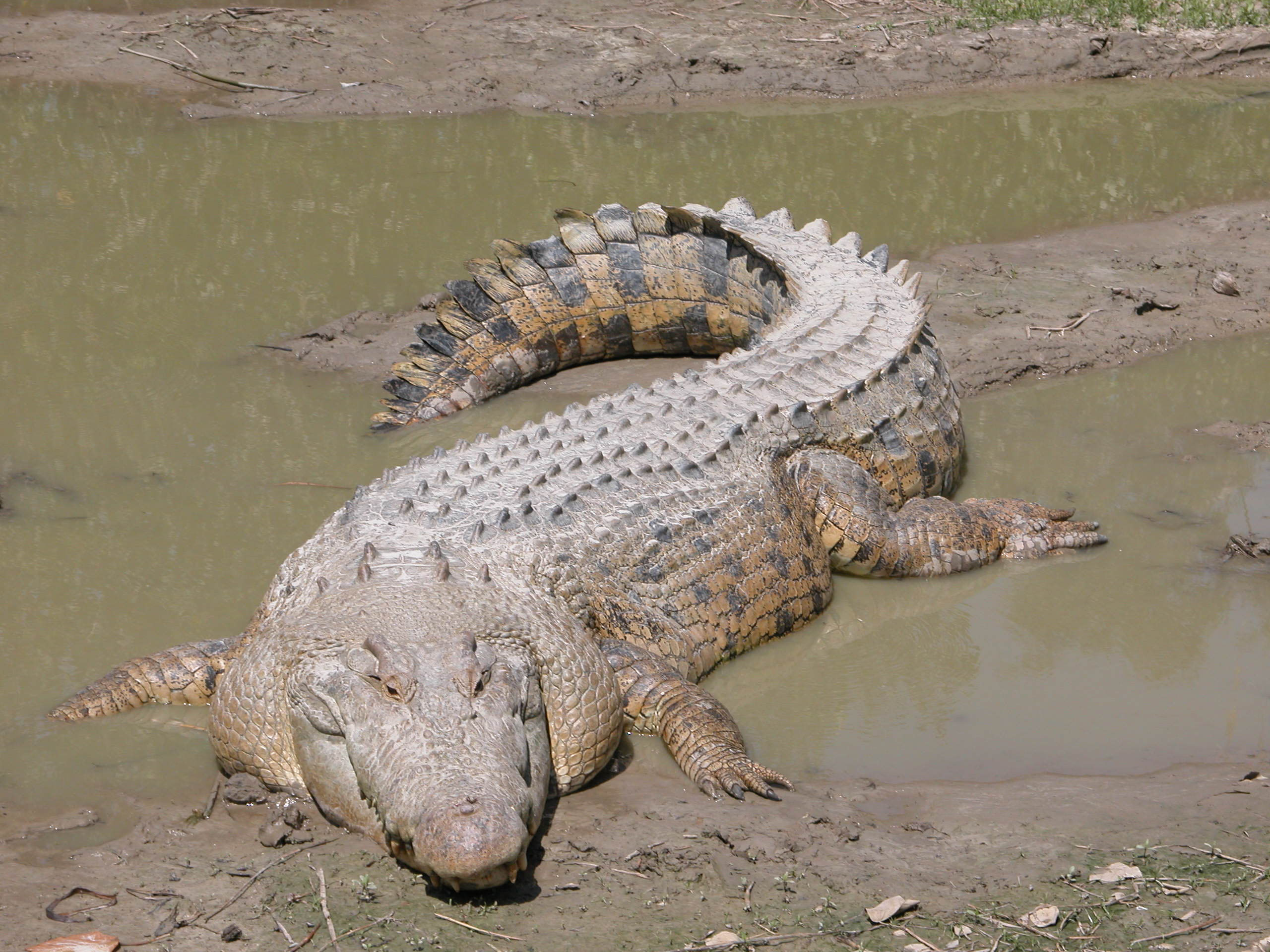
바다악어는 가장 큰 파충류이며[17] 여러 범위에서 지배적인 육식동물이다.
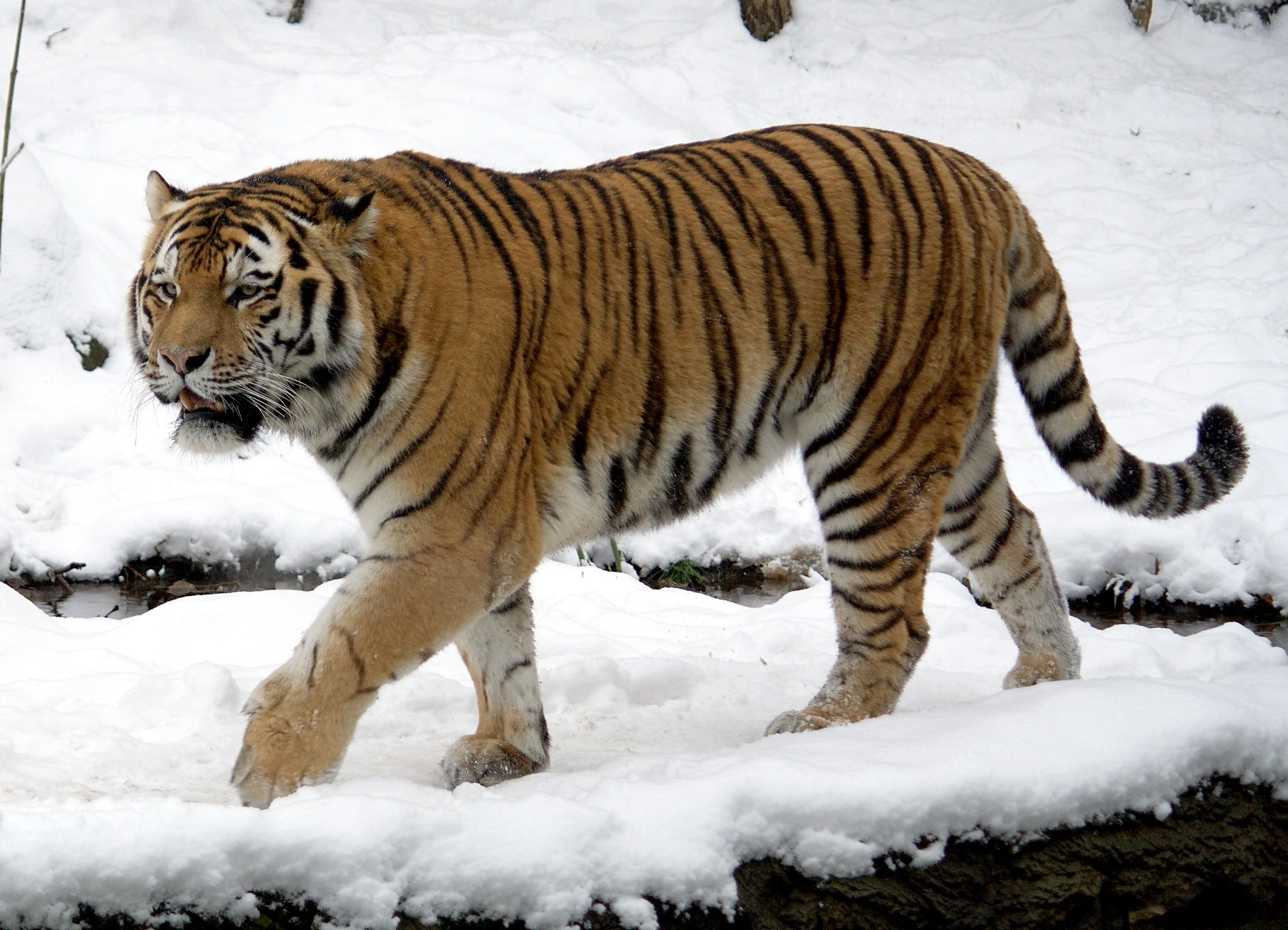
호랑이는 세계에서 비수생 포유류 중 가장 큰 육식 동물 중 하나이다. 사진의 시베리아호랑이는 고양이과에서 제일 큰 아종이자 가장 높은 포식자이다.
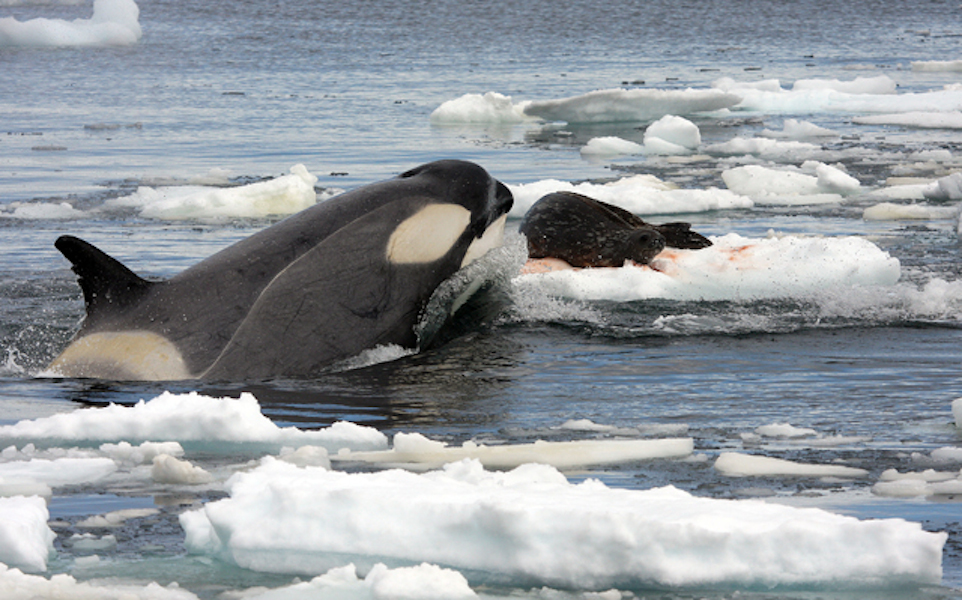
남극 반도 로드라 연구 기지의 범고래와 웨들해물범. 범고래는 무리를 지여 사냥하면서 가끔 다른 고래를 죽이는 것으로 알려져 있어 "바다의 늑대"로도 알려져 있으며, 심지어는 백상아리를 일대일로 죽인 기록도 있다.
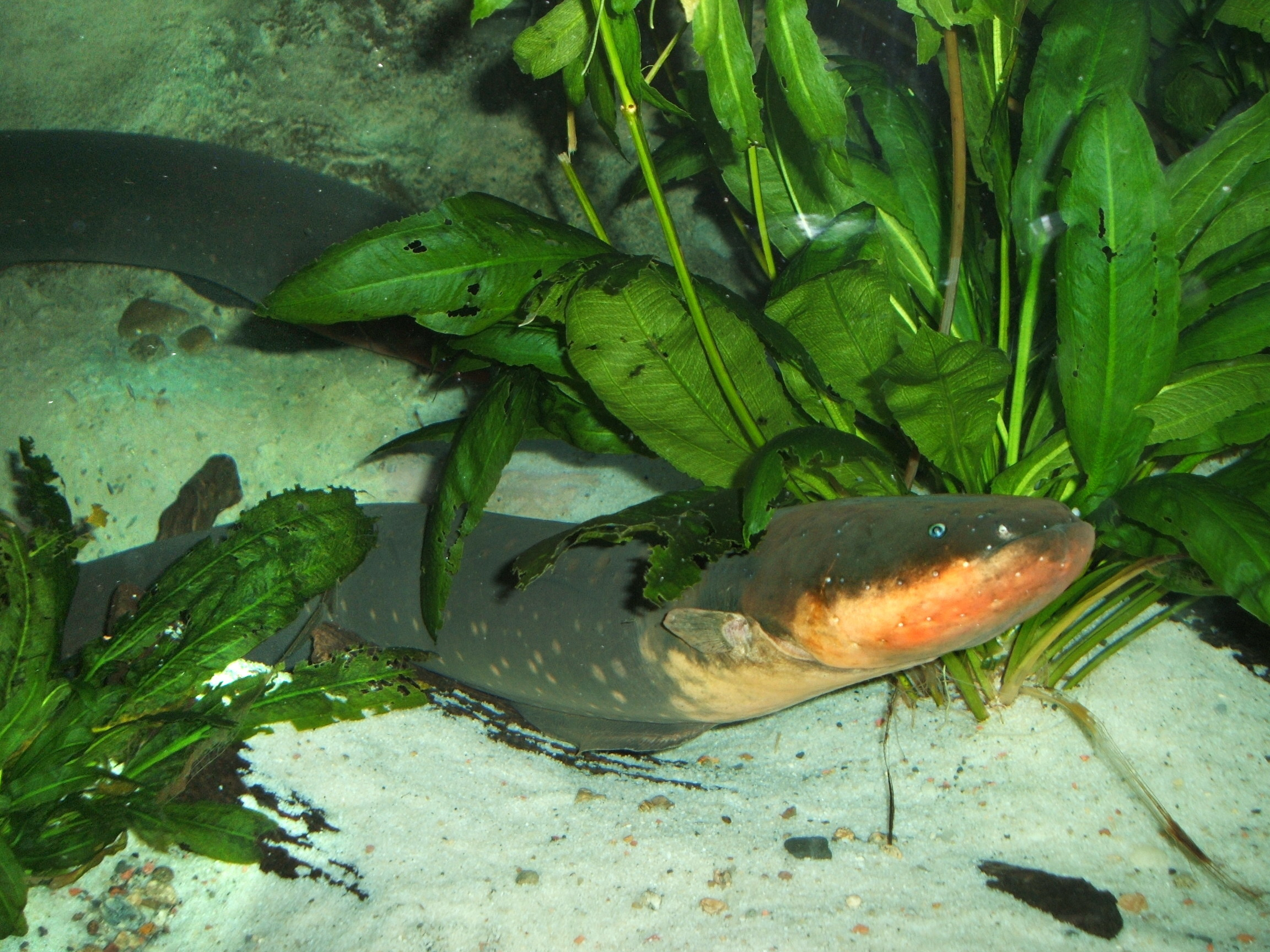
최상위 포식자는 전기뱀장어처럼 육식 동물이 회피할 수 있는 방어 수단을 가지고 있는 경우처럼 몸집이 클 필요도 없다. 카이만, 재규어, 큰수달, 피라냐, 인간 등은 먹이를 죽이는 것과 유사한 전기 충격을 방지하기도 한다.
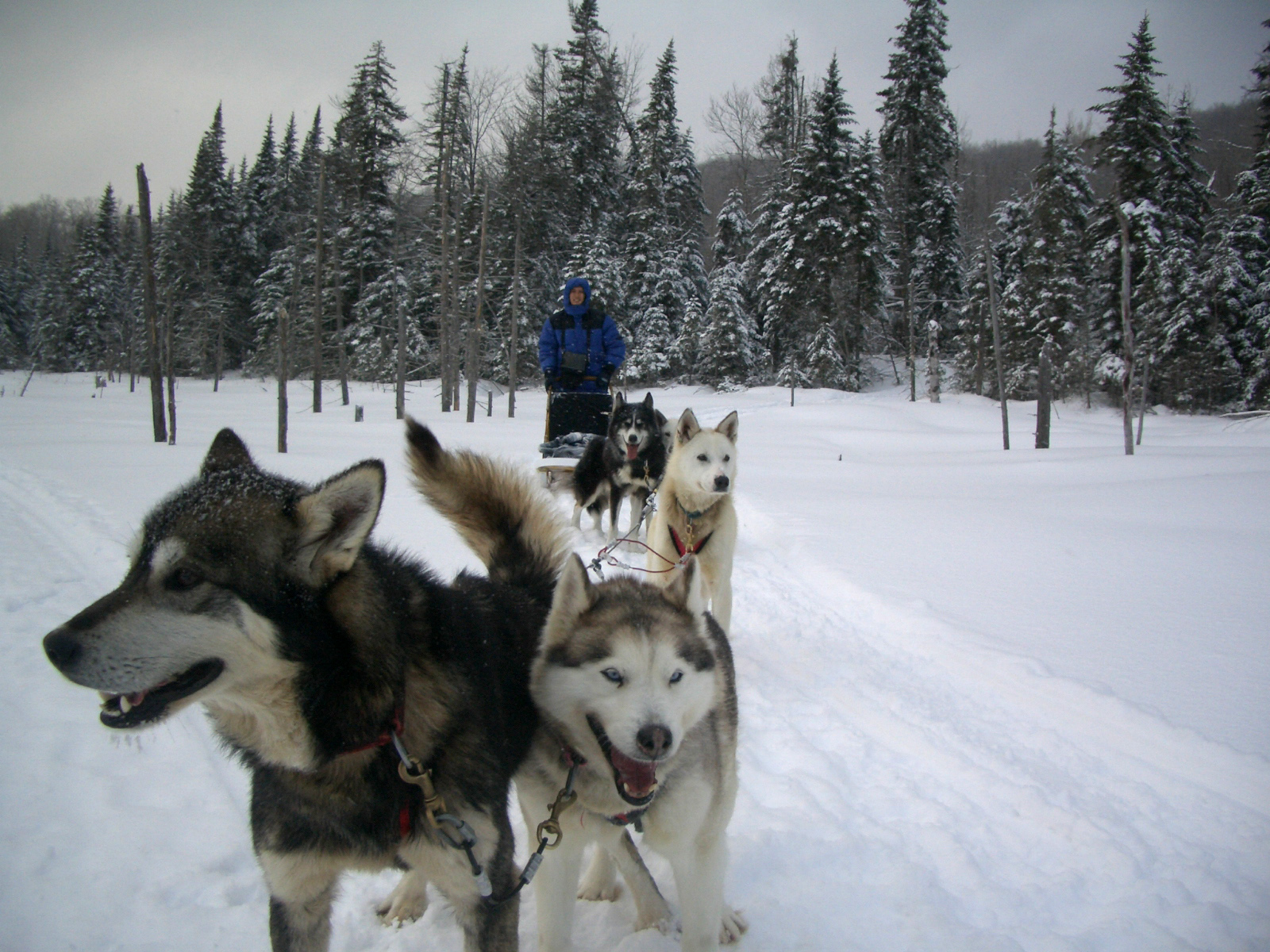
대형 개는 인간과 잘 지낼 수도 있지만, 여전히 개는 강력한 포식자인 늑대의 후손이다. 개와 인간은 먹이 사슬의 정점에서 많은 것을 공유하고 있다.
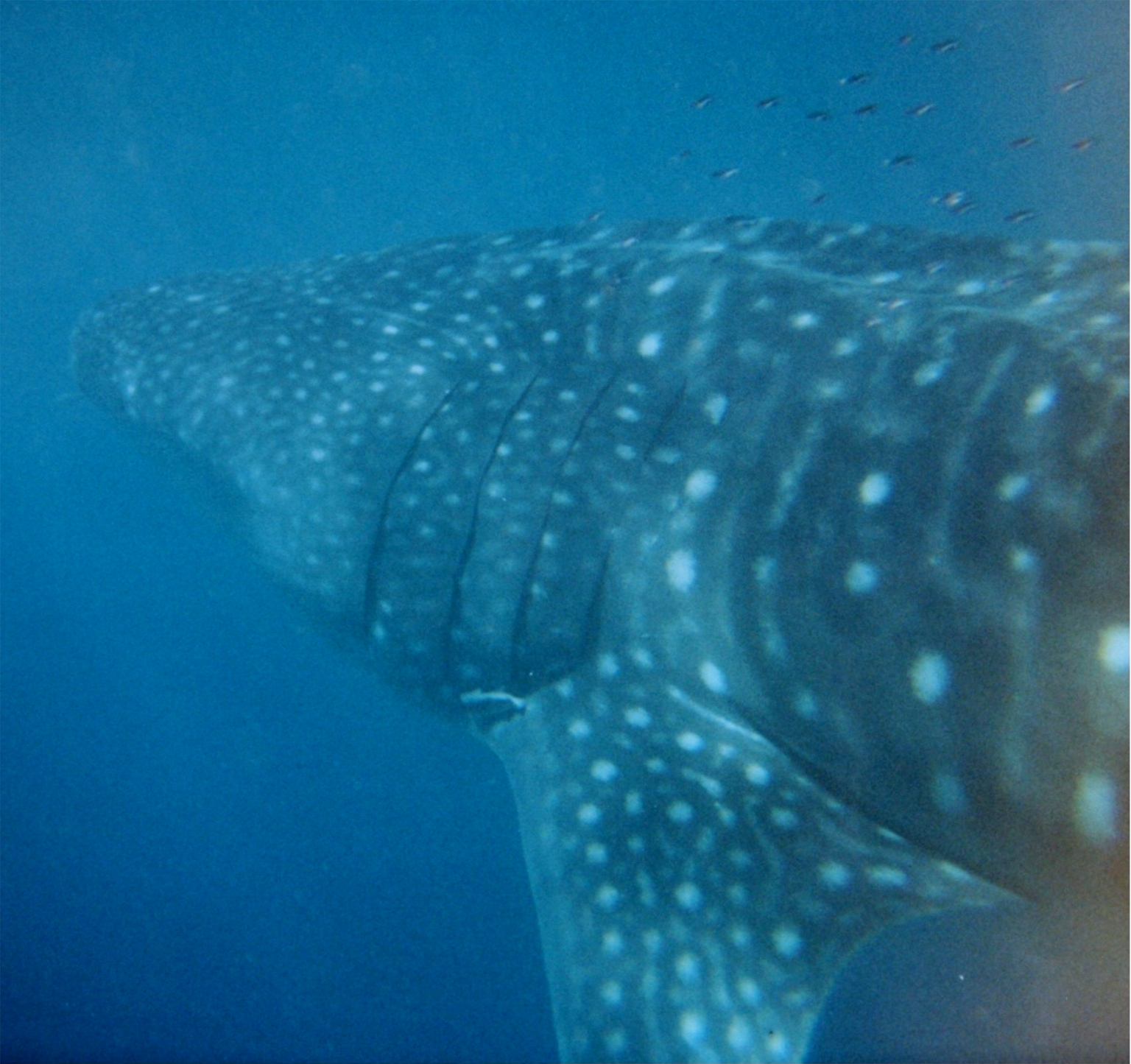
세계에서 가장 큰 상어과 물고기인 고래상어는 큰 몸집에 비해 작은 물고기를 먹이로 삼지만, "온화하고 거대한" 것으로 잘 알려진 종이다.
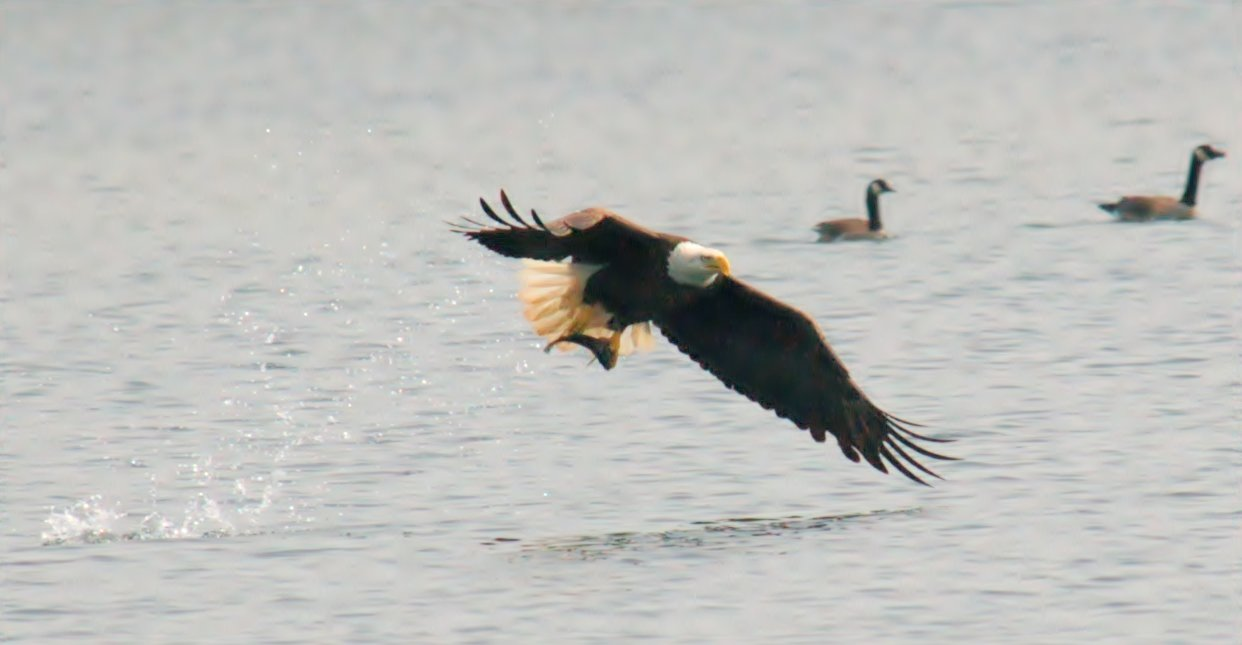
척추동물들의 죽음은 나무, 해안의 흰머리수리가 잡은 물고기처럼), 하늘, 또는 바다 아래 등 어디서든지 찾아올 수 있다. 사진의 흰머리수리 역시 최상위 포식자.
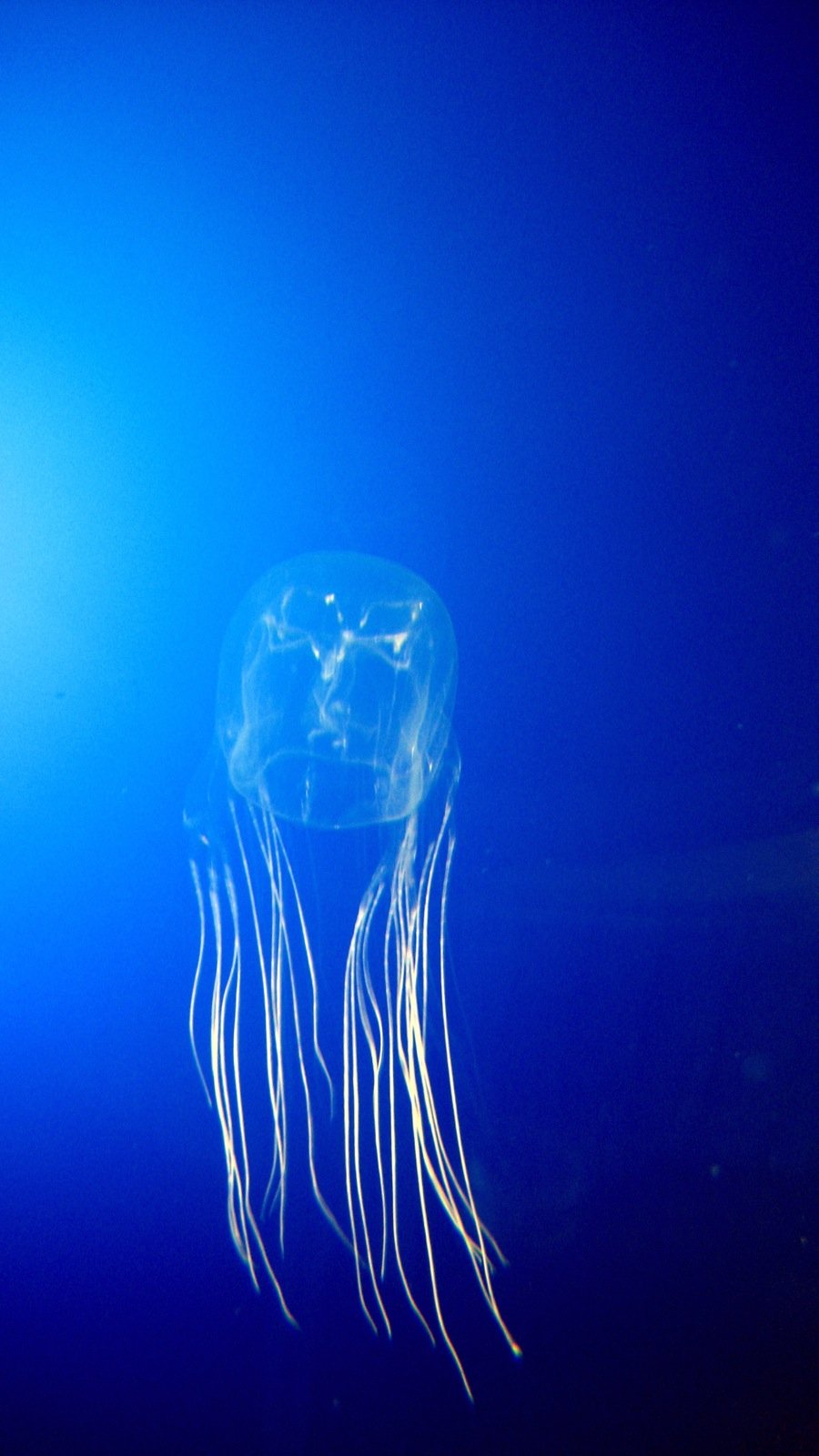
이 상자해파리는 인간과 비슷한 크기의 생명체도 신속하게 죽일 수 있는 독을 가지고 있다.